# Слизькі перли
«Слизькі перли» (англ. The Slippery Pearls) — американська короткометражна кінокомедія Вільяма МакГенна 1931 року.

## Сюжет
У Норми Ширер на балу вкрали перлове намисто. Детектив приймається шукати пропажу, опитуючи всіх підряд кінозірок.

## У ролях
- Воллес Бірі — сержант поліції
- Бастер Кітон — поліціянт
- Джек Гілл — поліціянт
- Фаррелл МакДональд — поліціянт
- Едвард Г. Робінсон — гангстер
- Джордж Стоун — гангстер
- Едді Кейн — інспектор Кейн
- Стен Лорел — поліціянт
- Олівер Гарді — поліційний водій
- Аллен Госкінс — Фаріна
- Віктор МакЛаглен